# Second Life
Second Life (SL) – darmowy, wirtualny świat, udostępniony publicznie w 2003 roku przez firmę Linden Research, Inc., mieszczącą się w San Francisco, założoną przez Philipa Rosedale’a – byłego dyrektora ds. technicznych firmy RealNetworks. Świat Second Life znajduje się na wielu serwerach, zarządzanych przez Linden Research, Inc. To połączenie serwerów zwane jest „siatką” (ang. grid). W kliencie gry zawarte są narzędzia, umożliwiające użytkownikom (nazywanym mieszkańcami – ang. residents) modyfikację świata SL oraz uczestniczenia w jego wirtualnej gospodarce. Pod koniec sierpnia 2007 roku, według oficjalnych danych, zarejestrowanych było ponad 9 mln graczy, z czego około 1,5 mln aktywnych w ciągu ostatnich 60 dni. Second Life jest darmową platformą, umożliwiającą wykupienie płatnego konta premium, oferującego dodatkowe możliwości jakimi są np. możliwość zakupu własnej wyspy (ang. Sim) czy otrzymywanie okresowego kieszonkowego w tamtejszej walucie – Linden Dollars (Ls, L$).

## Wymagania
Bieżące wymagania dotyczące sprzętu komputerowego można sprawdzić na stronie http://secondlife.com/support/system-requirements/

## Konta użytkowników
Obecnie Second Life posiada dwa typy kont użytkowników:
- konto darmowe bezpłatne
- Premium – konto płatne. Posiadacze tego konta mogą być właścicielami ziemi w Second Life (na koncie podstawowym można jedynie wynajmować ziemię, bądź budynki), dodatkowo dostają co tydzień stypendium w wysokości 300 L$ (Linden Dollar – jednostka monetarna w SL) oraz 1000 L$ jako premię startową przy rejestracji wypłacaną w czasie 45 dni. Opłaty za konto Premium zależą od wybranego sposobu płatności:
  - Opłata co miesiąc: 9,95 dolarów
  - Opłata co 3 miesiące: 22,50 dolarów (7,50 dolara za miesiąc)
  - Opłata roczna: 72 dolary (6 dolarów za miesiąc)

W przypadku obywateli Unii Europejskiej doliczany jest do powyższych cen VAT.
Jeżeli podczas rejestracji podstawowego konta podamy dane naszej karty kredytowej, bądź informacje w systemie PayPal, otrzymamy jednorazowe stypendium w wysokości 250 L$. Jest to jednak opcjonalne. Aby zarejestrować się w grze wystarczy podać jedynie poprawny adres e-mail.
Opłaty za konta w Second Life oraz stypendia zmieniają się co jakiś czas, np. podstawowe konta utworzone przed 29 maja 2006 roku dostają stypendium w wysokości 50 L$ na tydzień. Nowsze konta już nie posiadają tej opcji.
Koszt załadowania dowolnego pliku na serwer poprzez klienta programu to 10 L$ za każdy plik.

## Opis

### Postać
Postać, stworzona w Second Life, nie posiada jakichkolwiek statystyk czy profesji. Informacje zawarte w profilu postaci (zwanej w grze awatarem ang. avatar) podobne są do informacji, dostępnych zazwyczaj w portalach społecznościowych (krótki opis postaci, zainteresowania, obrazek postaci, przynależność do grup użytkowników).
Samo tworzenie awatara jest dość urozmaicone. Poprzez przesuwanie odpowiednich suwaków w odpowiednim menu gracz może przykładowo ustalić nasycenie kolorami skóry czy włosów awatara, długość ramion czy kształt ust. Oprócz tego można dodawać tekstury do części ciała (np. jako tatuaże). W podobnym stylu modyfikuje się ubranie postaci. Mnogość możliwych do ustawienia opcji sprawia iż prawie niemożliwe jest spotkanie dwóch identycznych postaci w grze. Wygląd awatara nie jest ustalany na stałe, możliwa jest jego modyfikacja w dowolnej chwili.
Dodatkowo na awatara można zakładać przystawki (ang. attachments). Pod tą nazwą kryją się wszelkie obiekty, które mogą być dołączone do postaci. Podobnie jak w grach MMORPG, są to fragmenty garderoby, broń czy biżuteria, ale również np. specjalnie wykonane oczy (np. gadzie) czy włosy (bardziej realistyczne).
Dzięki możliwościom edycji awatara oraz przystawkom możliwe jest stworzenie postaci, znanej z klimatów fantasy (np. kilkunastometrowy smok) czy sci-fi. Popularnym typem awatarów są futrzaki (ang. furries), czyli dwunożne lisy, wilki itp., jednak większość postaci wyglądem przypomina przedstawicieli rodzaju ludzkiego.

### Klimat świata
Second Life nie ma z góry narzuconego klimatu (nastroju) świata. Wprawdzie większość lokacji przypomina te znane z życia (a niektóre nawet są jego wiernymi kopiami), ale zdarzają się również lokacje utrzymane w klimacie średniowiecza, fantasy, starożytności czy sci-fi.

### Możliwości
Główną cechą wyróżniającą Second Life są możliwości interakcji z otoczeniem jakie posiada każdy gracz. Hasło reklamowe gry brzmi: Your World. Your Imagination (Twój Świat. Twoja Wyobraźnia).

#### Tworzenie przedmiotów
W kliencie Second Life wbudowany jest prosty program do tworzenia trójwymiarowych obiektów. Nie ma wprawdzie tak dużych możliwości jak samodzielne programy tego typu, ale dzięki niemu można utworzyć niemal dowolny obiekt. Dodatkowo można załadować mapę bitową przedmiotu trójwymiarowego stworzonego w niezależnym programie 3D np. Blender, w postaci obiektów "sculpted prim". Większość przedmiotów dostępnych w SL została stworzona przez użytkowników (nie tylko np. samochody czy statki kosmiczne, ale np. rośliny czy zwierzęta). Dodatkowo, klient SL oferuje możliwość załadowania plików graficznych (tekstur) na serwer za standardową opłatą. Jeżeli jednak obiekt ma robić coś więcej niż tylko stać w miejscu to trzeba go jeszcze zaprogramować.

#### Programowanie
Aby obiekty mogły wchodzić w interakcję z otoczeniem (np. aby samochód poruszał się, broń strzelała pociskami itp.) obiekt musi być zaprogramowany. W tym celu do Second Life zaimplementowano swoisty język programowania, Linden Scripting Language (skr. LSL). Swoją składnią język ten przypomina składnię języka C lub Javy. Cechą charakterystyczną języka jest to iż bazuje on na stanach (ang. state) w jakim znajduje się w danym momencie obiekt, w którym znajduje się skrypt (np. nasłuchiwanie, poruszanie się, kolizja itp.). Jest to dość prosty język programowania (posiada zaledwie kilkadziesiąt standardowych funkcji). Do pisania programów w SL (skryptów, ang. scripts) służy specjalny edytor, zintegrowany z klientem programu, posiadający m.in. opcję kolorowania składni języka. Ogólnie technika programowania przypomina programowanie dla systemów wbudowanych, ze względu na ograniczenie ilości pamięci dostępnej dla pojedynczego skryptu. Dlatego przy tworzeniu większych projektów niezwykle ważna jest modularyzacja kodu (rozdzielenie całego programu na kilka, a nawet kilkanaście skryptów). Dodatkowym ograniczeniem możliwości programowania jest również prostota interpretera LSL oraz fakt iż niektóre funkcje języka mogą generować duże obciążenie SL przez lagi.

#### Dźwięk
Każdy dźwięk słyszalny w Second Life może zostać zastąpiony przez plik dźwiękowy stworzony w zewnętrznym programie przez użytkownika. W ten sposób przedmioty mogą nie tylko wyglądać czy poruszać się tak jak użytkownik sobie zażyczy, ale również wydawać dźwięki wybrane przez autora. Koszt załadowania plików dźwiękowych na serwer poprzez klienta SL jest taki sam jak w przypadku plików graficznych. Dodatkowo użytkownicy posiadający własną ziemię mogą ustawić muzykę odtwarzaną na danym terenie poprzez podanie w odpowiednim menu adresu sieciowego do danego źródła muzyki (np. radia internetowego).

#### Animacje
Postać wykonując pewne czynności (np. śmiejąc się, skacząc czy idąc) wykonuje jakąś animację. Tak jak dźwięk czy grafika, tak też animacje postaci użytkownika mogą być zmieniane przez niego. Do tego celu potrzebny jest zewnętrzny program graficzny umożliwiający tworzenie animacji postaci (np. program Poser). Modyfikując istniejące animacje lub tworząc nowe, użytkownik ma możliwość zmiany domyślnych animacji, bądź też utworzenia całkiem nowych.

### Ekonomia
Jednostką monetarną w Second Life jest Linden Dollar (L$). Przy pomocy tej waluty dokonuje się wszelkich transakcji w SL. Pieniądze można zdobywać poprzez oferowanie różnych usług, bądź produktów w wirtualnym świecie SL. Istnieje możliwość zakupu i sprzedaży L$. Taka operacja jest dostępna poprzez kartę kredytową, bądź system PayPal. Lindeny można również zakupić na aukcjach internetowych (eBay, Allegro); często po korzystniejszym kursie niż w samym Second Life i bez konieczności posiadania konta PayPal czy karty kredytowej. W 2011 roku Linden Lab wprowadziło płatności lokalne, które umożliwiają zakupy waluty poprzez wpłatę na konto. Uwaga – jest to konto podane w wyniku przeprowadzenia transakcji w panelu nawigacyjnym (Dashboard) na oficjalnej stronie Second Life po zalogowaniu.
Sam system ekonomiczny jest zbliżony do naturalnego, bazuje na popycie i podaży na dany towar. Stąd też np. przelicznik amerykańskich dolarów na Linden Dollary jest zmienny.
Według szacunkowych danych dostępnych na stronie internetowej Second Life, przeciętnie w ciągu dnia dokonywane są transakcje na sumę rzędu 400 – 500 tysięcy dolarów amerykańskich.

#### Parcele
W SL istnieje możliwość zakupienia przez użytkowników (tylko przez posiadaczy konta Premium) obszaru ziemi. Podobnie jak w rzeczywistym świecie, wartość gruntu zależy od jego położenia (jeżeli jest to popularny region Second Life, cena będzie wyższa). Ziemię można kupować od innych użytkowników bądź też bezpośrednio od autorów SL. Oprócz jednorazowej wpłaty za wykup ziemi, dodatkowo trzeba co miesiąc opłacać jego utrzymanie (ta opłata jest realizowana w dolarach amerykańskich). Wysokość miesięcznych kosztów uzależniona jest od wielkości posiadanego gruntu.
Drugą, znacznie droższą opcją wykupu ziemi, jest zakup własnej prywatnej wyspy. O ile zakup kawałka gruntu jest najczęściej realizowany automatycznie, o tyle na dostarczenie nowej wyspy trzeba poczekać około dwóch tygodni. Główną różnicą pomiędzy własną wyspą a kawałkiem ziemi (oprócz rozmiarów) jest fakt iż prywatne wyspy znajdują się na osobnych serwerach, dzięki czemu znacznie rzadziej występują na nich lagi oraz posiadają znacznie wyższe limity odwiedzających oraz obiektów jakie mogą znajdować się na danym obszarze.
Każdy kawałek terenu posiada własny limit obiektów jakie można zbudować na nim. Dodatkowo ustalony jest również limit odwiedzających, którzy mogą jednocześnie przebywać na danym obszarze. To wszystko ma na celu ograniczenie lagów.

#### Towary
Pod tą nazwą w SL funkcjonują różne przedmioty: od kompletnych domów poprzez zwierzęta i pojazdy do ubrań czy skryptów. Większość z owych dóbr jest wykonana przez użytkowników. Ceny podobnie jak w przypadku ziemi zależą od popytu oraz podaży, jak również od jakości danego przedmiotu i są ustalane przez sprzedawców (autorzy Second Life nie ingerują bezpośrednio w ceny przedmiotów). Oprócz przedmiotów wytworzonych przez zwykłych użytkowników, w SL można również zakupić przedmioty wykonane przez firmy znane z realnego świata (np. Adidas czy Toyota).
Dodatkowo w Second Life istnieje całkiem spora liczba przedmiotów freebies przeznaczonych dla nowych użytkowników i najczęściej dostępnych za darmo, bądź za symboliczną opłatą.
Podobnie jak w normalnym świecie, tak i tutaj można znaleźć przedmioty bądź skrypty udostępniane na licencji wolnego oprogramowania bądź Open Source.

#### Usługi
Oprócz ziemi czy towarów, w SL można natknąć się na sprzedaż usług oferowanych przez użytkowników. Nazwa ta obejmuje szeroki wachlarz możliwości: od budowniczych czy programistów (tworzenie konkretnych skryptów) DJ-ów czy piosenkarzy. Istnieją trzy typy regionów: General, Moderate i Adult. W regionach General przeznaczonej dla rezydentów od 16 roku życia zakazane są treści dla dorosłych. Regiony Moderate dostępne są dla osób powyżej 18 roku życia. Do regionów Adult dostęp mają użytkownicy, którzy wykonają weryfikację wieku korzystając z karty kredytowej.
Użytkownicy poniżej 16 roku życia nie mają dostępu do SL

#### Przedstawicielstwa dyplomatyczne
30 maja 2007 Szwecja jako pierwszy kraj Unii Europejskiej otworzyła swoją ambasadę w wirtualnym świecie Second Life, wcześniej zrobiły to Malediwy.

## Edukacja
Wiele firm oraz uniwersytetów, nawet tak znanych jak Harvard i Oxford, używa platformy Second Life do celów edukacyjnych i treningowych.
W roku 2007 platforma Second Life zaczęła być używana do nauczania języków obcych. Zarówno w Second Life, jak i w realnym świecie, nauczyciele zaczęli używać wirtualnej rzeczywistości do celów nauczania języków. Angielski jest w Second Life reprezentowany przez wiele szkół – włączając w to British Council, która to skupiła się na obecności w "Teen Grid" (odpowiednik Second Life dla osób w wieku pomiędzy 13 i 17 lat, który został zamknięty w 2011 roku z powodu połączenia gridów). Hiszpańskie szkoły językowe i Instytut Kulturalny “Instituto Cervantes” mają swoją własną wyspę w Second Life. SLanguages 2008 jest drugą edycją corocznej konferencji dotyczącej nauczania języków obcych z użyciem wirtualnych światów takich jak Second Life.